# ヒプノタイズ
『ヒプノタイズ』（Hypnotize）は、システム・オブ・ア・ダウンの5枚目のアルバム。リック・ルービンとダロン・マラキアンによりプロデュースされた。2005年11月22日にリリースされた。『メズマライズ』の6ヶ月後のレリリース。

## 収録曲
1. Attack
2. Dreaming
3. Kill Rock 'n Roll
4. Hypnotize
5. Stealing Society
6. Tentative
7. U-Fig
8. Holy Mountains
9. Vicinity Of Obscenity
10. She's Like Heroin
11. Lonely Day
12. Soldier Side